# Euproctis dissimilis
Euproctis dissimilis är en fjärilsart som beskrevs av Alfred Ernest Wileman 1910. Euproctis dissimilis ingår i släktet Euproctis och familjen tofsspinnare. Inga underarter finns listade i Catalogue of Life.